# Haganenet
Haganenet è un film del 2014 scritto e diretto da Nadav Lapid.
È stato presentato alla Settimana internazionale della critica del 67º Festival di Cannes.

## Remake
Nel 2018 è stato realizzato un remake americano del film, intitolato Lontano da qui (The Kindergarten Teacher) e con Maggie Gyllenhaal nel ruolo dell'insegnante.